# قطعنامه ۶۱۳ شورای امنیت
قطعنامه ۶۱۳ شورای امنیت سازمان ملل متحد که در تاریخ ۳۱ مه ۱۹۸۸ تصویب شد، سندی بین‌المللی دربارهٔ اسرائیل-جمهوری عربی سوریه است. این قطعنامه طی نشست ۲۸۱۵ام با ۱۵ رای موافق، ۰ مخالف و ۰ ممتنع تصویب شد.